# Turkiets Grand Prix 2008
Turkiets Grand Prix 2008 var det femte av 18 lopp ingående i formel 1-VM 2008.

## Rapport
Felipe Massa i Ferrari startade från pole position före Heikki Kovalainen och Lewis Hamilton i McLaren och Kimi Räikkönen i Ferrari. I tredje raden startade Robert Kubica i BMW och Mark Webber i Red Bull. Kovalainen körde på Räikkönen i starten och fick punktering och var tvungen att gå i depå och hamnade sedan långt bak i fältet. Hamilton körde i kapp och förbi Massa på 23:e varvet men tappade senare förstaplatsen i samband med sitt tredje depåstopp.
Massa vann loppet före Hamilton och Räikkönen. Detta var Massas tredje raka pole position och seger i Turkiet.

## Resultat
1. Felipe Massa, Ferrari, 10 poäng
2. Lewis Hamilton, McLaren-Mercedes, 8
3. Kimi Räikkönen, Ferrari, 6
4. Robert Kubica, BMW, 5
5. Nick Heidfeld, BMW, 4
6. Fernando Alonso, Renault, 3
7. Mark Webber, Red Bull-Renault, 2
8. Nico Rosberg, Williams-Toyota, 1
9. David Coulthard, Red Bull-Renault
10. Jarno Trulli, Toyota
11. Jenson Button, Honda
12. Heikki Kovalainen, McLaren-Mercedes
13. Timo Glock, Toyota
14. Rubens Barrichello, Honda
15. Nelsinho Piquet, Renault
16. Adrian Sutil, Force India-Ferrari
17. Sebastian Vettel, Toro Rosso-Ferrari

### Förare som bröt loppet
- Sébastien Bourdais, Toro Rosso-Ferrari (varv 24, snurrade av)
- Kazuki Nakajima, Williams-Toyota (1, olycksskada)
- Giancarlo Fisichella, Force India-Ferrari (0, olycka)